# Tetronarce cowleyi
Tetronarce cowleyi är en art i familjen darrockor som blev året 2015 vetenskapligt beskriven. Arten är uppkallad efter den sydafrikanska zoologen Paul Cowley som publicerade flera avhandlingar om regionens fiskar.
Denna rocka blir med svans upp till 113 cm lång. Skivan som bildas av huvudet och bålen har på ovansidan en svart till mörkgrå färg som är glänsande.
Arten förekommer i södra Atlanten och i angränsande områden av Indiska oceanen vid Sydafrikas och Namibias kustlinje. Exemplar hittades mellan 110 och 455 meter under havsytan.
Honor lägger inga ägg utan föder levande ungar. Ungarna är vid födelsen lite kortare än 19 cm (med svans). Honor blir könsmogna vid en längd av cirka 100 cm. Hanar är ungefär 58 cm långa när de blir könsmogna. Arten har antagligen benfiskar och broskfiskar som föda som lever nära havets botten.
Det sker inget fiske på Tetronarce cowleyi. Troligtvis dör några exemplar som bifångst. Antagligen har arten en stabil population. IUCN listar den som livskraftig (LC).